# Apistomyia maior
Apistomyia maior är en tvåvingeart som beskrevs av Gottlieb Wilhelm Bischoff 1932. Apistomyia maior ingår i släktet Apistomyia och familjen Blephariceridae. Inga underarter finns listade i Catalogue of Life.